# Andrichsfurt
Andrichsfurt là một đô thị thuộc huyện Ried im Innkreis thuộc bang Oberösterreich, Áo. Đô thị Andrichsfurt có diện tích 12,3 km², dân số thời điểm năm 2006 là 713 người.